# بطولة روزمالين العشبية للتنس
بطولة روزمالين العشبية للتنس هي بطولة تلعب على الأراضي العشبية , وتندرج تحت قائمة بطولات رابطة محترفي كرة المضرب ال250 نقطة. تقام البطولة في مدينة روزمالين في هولندا.

## روابط خارجية
- بطولة روزمالين العشبية للتنس على موقع رابطة محترفي التنس (الإنجليزية)
- بطولة روزمالين العشبية للتنس على موقع رابطة محترفي التنس (الإنجليزية)
- بطولة روزمالين العشبية للتنس على موقع رابطة محترفات التنس (الإنجليزية)